# Brunetto Bucciarelli-Ducci
Brunetto Bucciarelli-Ducci (Terranuova Bracciolini, 18 giugno 1914 – Arezzo, 4 febbraio 1994) è stato un politico e magistrato italiano.

## Biografia
Dopo aver conseguito la maturità classica al liceo Francesco Petrarca di Arezzo, si iscrive alla facoltà di giurisprudenza dell'Università degli Studi di Firenze, dove si laurea nel 1937. Supera il concorso per uditore giudiziario nel 1940 ed entra in magistratura.
Durante il secondo conflitto mondiale, viene chiamato alle armi in qualità di ufficiale di artiglieria e successivamente presta servizio presso il tribunale militare di Bari, dove conosce Aldo Moro, allora aviere assegnato allo stesso tribunale, al quale resterà sempre legato da una profonda amicizia.
Al termine del periodo bellico riprende la carriera di magistrato come giudice istruttore presso il tribunale di Arezzo. Tra le numerose inchieste a lui assegnate, si ricorda in particolare quella per l'eccidio di Sante Tani, dirigente del Partito popolare di Arezzo, organizzatore della resistenza antifascista e presidente del Comitato provinciale di liberazione nazionale, trucidato dai tedeschi in cella, insieme al fratello sacerdote e ad un compagno di lotta, qualche giorno prima della liberazione della città nel 1945.
Sostenitore fin da giovane dell'associazionismo cattolico, diventa membro dell'Azione cattolica. Subito dopo la liberazione si avvicina alla vita politica nel clima della ricostruzione degasperiana e si iscrive alla Democrazia Cristiana.
Su invito esplicito del direttivo del partito entra nella lista dei candidati della Democrazia Cristiana nelle elezioni per la Camera dei deputati del 18 aprile 1948. È eletto deputato nella circoscrizione di Siena-Arezzo-Grosseto e riconfermato ininterrottamente fino alla VI legislatura.
Nell'esercizio del mandato parlamentare Bucciarelli-Ducci si segnala sin dall'inizio per la sua particolare attenzione alle problematiche relative all'ordinamento giudiziario e all'amministrazione della giustizia, a cui affianca uno studio attento delle problematiche sociali con particolare riferimento a quelle attinenti al mondo agricolo, alla piccola proprietà terriera e agli artigiani, facendosi portatore delle relative istanze in Parlamento.
Parallelamente cresce il suo impegno negli organi direttivi della Democrazia cristiana e nel 1953 diventa vicepresidente del gruppo democristiano alla Camera, guidato da Attilio Piccioni, col quale stabilisce una forte intesa politica e intellettuale, fondata sulla completa adesione al pensiero e alla linea politica di De Gasperi, al quale Bucciarelli-Ducci dedica pagine di intenso elogio.

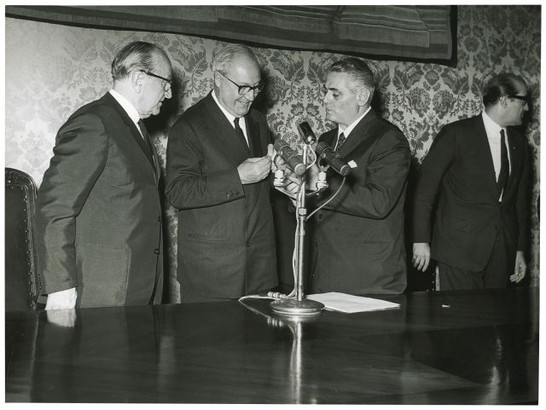
Bucciarelli-Ducci con Giuseppe Saragat e Cesare Merzagora alla celebrazione dei vent'anni della Costituzione Italiana

Il 12 giugno 1958 viene eletto Vicepresidente della Camera, rimanendo in carica fino alla fine della legislatura e confermato anche nella successiva. Quando il Presidente della Camera Giovanni Leone è nominato Presidente del Consiglio, sul nome di Bucciarelli-Ducci si registra la più ampia convergenza tra le forze politiche e nella seduta del 26 giugno 1963 è eletto Presidente della Camera. Palmiro Togliatti il giorno successivo chiarisce su L'Unità le ragioni del voto favorevole del gruppo Comunista, dichiarando: «il candidato dava tutte le necessarie garanzie di competenza, di prestigio e di imparzialità».
Strenuo sostenitore della centralità del Parlamento, Brunetto Bucciarelli-Ducci tiene per la prima volta in Italia un corso universitario di diritto parlamentare, rivendicando l'autonomia sostanziale della nuova disciplina rispetto al diritto costituzionale.
L'accertamento dell'impedimento del Presidente della Repubblica Antonio Segni, colpito nel 1964 da una gravissima malattia, situazione del tutto nuova non disciplinata da norme e regolamenti, resta senza dubbio una delle più delicate questioni istituzionali insorte durante il periodo di Presidenza della Camera. In opposizione alla tesi che afferma la preminente responsabilità del Presidente del Consiglio, Bucciarelli-Ducci sostiene la tesi della responsabilità congiunta nell'accertamento dei Presidenti dei due rami del Parlamento.
Tale posizione, che egli sosterrà con grande equilibrio e saggezza, si rivela determinante nelle laboriose consultazioni che conducono alla soluzione della questione.
Gli anni di Presidenza rappresentano il momento più alto e più intenso della carriera politica di Bucciarelli-Ducci. Il quinquennio alla guida di Montecitorio viene a coincidere con la fase dei Governi di centro-sinistra e con un clima di generale fermento nella società italiana. Bucciarelli-Ducci apre e incoraggia alcune riforme, quale la scuola media unica, che vanno in direzione di una più compiuta attuazione del dettato costituzionale e riesce ad ancorare i necessari cambiamenti ad un ulteriore consolidamento delle istituzioni democratiche.
Nella V legislatura ricopre la carica di presidente della I Commissione affari costituzionali fino a maggio del 1972.
Al termine della VI legislatura decide di ritirarsi dalla vita politica.
Il Parlamento in seduta comune lo elegge giudice della Corte costituzionale nella seduta del 27 gennaio 1977, insieme ad Alberto Malagugini e a Oronzo Reale. Nel suo impegno di giudice presso la Corte non manca di ispirare storiche sentenze, tra le quali la n. 102 del 1982, che ripristina l'integrazione al minimo delle pensioni di invalidità.
Terminato il mandato alla Corte costituzionale si ritira a vita privata nella sua casa di Arezzo, dove si spegne improvvisamente la notte del 4 febbraio 1994.
Il suo nome figura nella lista degli appartenenti alla loggia P2 ritrovata a Castiglion Fibocchi il 17 marzo 1981.

## Opere
- Profili e problemi, Roma, C. Colombo, 1968.